# 梁挺
梁挺（1947年2月28日—）是著名的武術人物，國際詠春總會倡辦人、詠春梁挺拳術館館長，曾經擔任詠春體育會早期之執行董事。梁挺師從梁相，為葉問徒孫。於1967年開始全職教授詠春拳術。見過師公葉問後，梁挺對外宣稱他是葉問的「封門弟子」。梁挺於1970-1980年代間，將詠春拳發展至歐洲及美國各國，成為世界知名拳術。

## 生平
1960年初，13歲的梁挺開始隨梁相師父學習詠春；於1968年，考入香港浸會學院外文系，主修中國文學及英國文學。偶爾於浸會學院開辦浸會詠春班，成為把國術帶進香港大專院校的第一人；1979年，梁於美國蘭克林大學以《功夫哲學；小念頭》為論文題目，獲哲學博士名銜。
梁挺於香港浸會學院畢業後，於1975年前往德國北部的基爾市教授詠春拳；1980年代起，在60多個國家授徒；創立了國際詠春總會。梁挺拳術館現有4千餘分館，後輩逾百萬人，單計香港的門生逾10萬人。
此外，梁挺亦曾經出任多個國家特種部隊及特別單位的武術教練，包括美國海軍陸戰隊、美國聯邦調查局、印度反恐怖分子特警隊及埃及空降部隊等；香港演員米雪和香港歌手莫文蔚亦是他的徒弟；曾經患癌症的粵劇老倌羅家英於病患期間為了強身健體，亦有隨梁挺學習詠春。
梁挺亦透過電影及電視劇將詠春介紹予觀眾。1976年，他為麗的電視演出《真功夫》，在邵氏夥同導演張徹，擔任多部電影如《五毒》及《南少林與北少林》的武術指導。
除此以外，梁挺也出版漫畫《超時空猴王》。

## 詠春

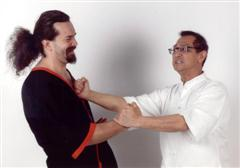
梁挺（右）和他的一名外國弟子

### 詠春梁挺拳術館
梁挺就讀預科時，於1967年開始在九龍紅磡必嘉街某唐樓天臺上教授詠春拳術。最初的武館，只有鋅鐵上蓋，一座木人樁、一個貼牆沙包。不久梁氏考進香港浸會學院繼續學業，獲准在校內開設詠春拳術班；是全香港首個在大專學府內的中國武術班。

### 詠春體育會故址
此時葉問與鄧生等組織詠春體育會，先借用藍賢發位於九龍油麻地彌敦道438號二樓；梁挺時任拳術班教練。詠春體育會遷往自置會址後，1970年，梁挺留於原址設館，命名為詠春梁挺拳術館，並且辭去詠春體育會拳術班總教練一職，專心館務。

### 詠春梁挺拳術總會
1973年，梁挺師傅與他的師弟鄭傳勳、梁冠 等立案成立了詠春梁挺拳術總會，以取代過去以私人名義登記之牌照。

### 國際詠春梁挺拳術總會
1975年開始，詠春梁挺拳術總會成立多個海外支部，遂易名為國際詠春梁挺拳術總會。其後，由於外國館務發展迅速，個別地區的支部已在其本土擴散成更多小支部。經國際總部委員會同人多次研討後，決定授予海外總支部更大權責，並允許部分總支部成立全國性的總部，如德國總部及英國總部等。這類海外總部，除了一切制度及系統均依總會規定必須依照國際總部外，其他一般行政均歸該總部獨立管理。 
此外，成立了教練組織（Instructor organisation），主要任務是監察各地教練的操守及品行；凡有教練犯會規，輕則警告，重則取消會籍。
1983年間，支部遍布24國，總會於世界各地以詠春標誌註冊，英文拼法為 Wing Tsun，有別於一般的 Wing Chun 或 Ving Tsun 的拼法。防止任何不隸屬國際詠春梁挺拳術總會的人士使用此一英文名稱。至此上述名稱已經成為梁挺拳術所獨有的標誌。

### 國際詠春總會
1983年9月正式易名為國際詠春拳術總會（International Wing Tsun Martial-Art Association〉，獲香港、美加、中東及歐洲數十個國批准立案。 
國際詠春拳術總會最後變為國際詠春總會（International Wing Tsun Association），於中華人民共和國取得詠春兩字的中文專利註冊；以別於中國內地一般所流行的簡體字寫法。

## 負面新聞

### 被誣告家庭暴力
梁挺被同居女友聶式盈指控在2009年3月30日晚上，以扯髮、膝頂、撼額、掩嘴、揑喉、拖行、踢肚、坐腹及摑耳等九招毆傷；聶式盈自稱當時已經懷孕3個月，並向梁索五萬元墮胎，梁表示無錢後，即出現此案。2009年11月19日被裁定罪名成立，判監禁2個月。裁判官高偉雄認為梁挺的證供完全不可信，法庭不會容忍家庭暴力。梁挺聽取判決時，向裁判官抗議「Bull shit」（胡說），隨後即交保外出，等待上訴。
事實上，聶式盈證供否認曾告訴梁她有孕，但手機記錄顯示她曾用短訊通知梁懷孕。她雖指稱被梁暴力對待，事後卻繼續留在現場，還跟梁同床共枕，所以上訴庭認為聶的證供疑點重重不足採信。而且事後未有證據顯示聶懷孕，惟報案後聶卻取得梁氏的3萬元現金，達到她的目的了。
梁挺被控毆傷女友判監禁2個月一案，2010年4月29日上訴宣判得值，控案被撤銷，當庭獲釋。該庭指原審裁判官曲解了梁的口供，以致誤判。

### 同門相輕
因葉問電影大行其道後，葉問長子：葉準似成為了葉問宗師的代言人，常接受傳媒專訪。在2010年5月30日，幾份報紙報導：葉準否認梁挺曾受教於葉問，成為關門弟子，梁挺考慮發出律師信指控葉準誹謗。因葉準曾於2009年11月，即梁之負面新聞傳出期間，接受某周刊訪問時，否定梁挺是葉問的弟子，並指他以葉問的名聲到處招搖。梁挺要求葉準七天內書面道歉，並承諾今後不再發表類似的誹謗性評語及賠償損失。
出席的包括介紹引見葉問宗師並一起學習木人樁的二師兄郭強，和當時任職《新武俠》雜誌攝影的朱紹基，朱曾為前任世界蔡李佛總會會長。即場還出示大量梁挺和葉問在一起的相片，以證明當年和葉問的交誼非淺。

## 外部連結
- 明報周刊（页面存档备份，存于）
- 梁挺網頁（页面存档备份，存于）
- Biography of Leung Ting* IWTA-North America（页面存档备份，存于）
- 梁挺在互联网电影资料库（IMDb）上的資料（英文）